# Bayon (Band)
Bayon war eine Musikgruppe, die 1971 in der DDR gegründet wurde. Ihre Musik bewegte sich zwischen Folklore, Klassik, Jazz und Rock. Der meditative Charakter der überwiegend rein instrumentalen Kompositionen sollte die Fantasie der Zuhörer anregen. Aus diesem Grund wurde auch auf aussagekräftige Titel für die Stücke verzichtet. Viele von ihnen tragen allgemeine Namen wie Suite oder Nocturne.
Bayon spielte mit wechselnden Besetzungen, wobei der „harte Kern“ aus dem Gründungsmitglied Christoph Theusner und Sonny Thet bestand.

## Name der Band
Der Name der Gruppe leitete sich von der historischen Tempelanlage Bayon in Kambodscha ab.

## Bandgeschichte
Christoph Theusner wurde von seinem Vater Egon Theusner schon früh in Gitarre und Laute unterrichtet. Während seines Architekturstudiums in Weimar lernte er Sonny Thet kennen, der von Prinz Sihanouk nach Weimar geschickt worden war, um dort klassische Musik zu studieren. Bayon entstand im April 1971 aus der Formation Garage Players (auch GP-Combo genannt), die eher Bluesrock im Repertoire hatte. Der Fortbestand beruht auf dem Entschluss von Sonny Thet, nach dem Umsturz in Kambodscha nicht in seine Heimat zurückzukehren. Tatsächlich wurden der größte Teil seiner Familie und der ehemalige Bayon-Cellist Li Song Leng von den Roten Khmer umgebracht.
Ab 1971 nahmen sie Musik für den Rundfunk auf, was auf die Initiative der Produzentin Luise Mirsch zurückging (etwa die Suite Nr. 1 im Stil des Progressive Rock). Zeitweise standen bei Bayon-Konzerten bis zu elf Musiker auf der Bühne, da auch eine komplette Bläsersektion eingesetzt wurde. Etwa ab 1976 kristallisierte sich die kammermusikalische Quartettbesetzung heraus. Erst 1977 erschien ihre erste LP Bayon mit Klassikadaptionen und eigenen Kompositionen wie der Suite Nr. 3. Das Cover zeigt den Tempelturm von Bayon, wobei die steinernen Köpfe die Gesichtszüge der vier wichtigsten Musiker tragen:
- Christoph Theusner (Gitarre, Gesang, Flöte, Klavier)
- Sonny Thet (Violoncello, Gitarre)
- Sam Ay Neou (Violine)
- Reinhard Pätzold (Bassgitarre)

Bereits in den 1970er Jahren begannen Bayon auch Musik für das Theater zu machen, so 1979 für eine Inszenierung von Traktor / Die Schlacht von Heiner Müller, später auch für Aufführungen des Urfaust und von Ulrich Plenzdorf (Bühnenfassung von Legende vom Glück ohne Ende). Im Jahr 1981 schrieb Bayon die Filmmusik für die Literaturverfilmung des Fernsehens der DDR Tiefer blauer Schnee. In den 1980er Jahren hatte die Gruppe gemeinsame Auftritte mit der Berliner Pantomimin und Tänzerin Anke Gerber. Im Jahr 2006 wurde im Soundtrack des Spielfilms Das Leben der Anderen das Lied Stell Dich mitten in den Regen neu veröffentlicht, in dem Bayon das Gedicht Versuch es von Wolfgang Borchert als Text verwenden.
Im Jahr 2010 wurde Bayon mit der Ehren-RUTH, dem deutschen Preis für Weltmusik, ausgezeichnet.
Der Tod Theusners im Juli 2023 bedeutete auch das Ende der Band.

## Diskografie

### Langspielplatten
- 1977: Bayon (Amiga)
- 1980: Suite (Amiga)
- 1986: El Sonido (Amiga)
- 1989: Echos – Klangbilder (Solo-LP von Christoph Theusner, Amiga)

### CDs
- 1992: Rock aus Deutschland OST – Vol.18 – Bayon (Zusammenstellung)
- 1995: Walkin’ Home (Zusammenstellung)
- 1996: Movens In Carmine – Nach Texten von Herder
- 1997: Die Suiten
- 1997: Gespräch über den Dächern – Nach Texten von Wolfgang Borchert
- 2000: First recordings 1971-1973
- 2002: Live
- 2005: Das Beste (Zusammenstellung)
- 2008: Tanz der Apsara
- 2014: Music for a while

### Singles
- 1977: Lautensuite / Haus der Kindheit (Amiga)

### DVDs
- 2009: Zwischen(T)raumzeit – Eine Konzertdokumentation

### Filmmusik
- 1977: Ein Weimarfilm
- 1978: Großstadtkinder
- 1979: Tull (Fernsehfilm)

## Dokumentarfilm
- 1980: Bayon (DEFA-Kurzdokumentarfilm, Regie: Jürgen Steinheisser)[5]